# José Duro
José António Duro (Portalegre, 22 de outubro de 1875 — Lisboa, 18 de janeiro de 1899), mais conhecido como José Duro, foi um poeta decadentista português.
Era filho ilegítimo de mãe solteira, a operária de lanifícios Maria da Assunção Cardoso, e do industrial José António Duro. O seu poema mais precoce, um soneto intitulado A Morte, escrito em Portalegre em 1895, revela já o temperamento melancólico, pessimista e mórbido do autor, que é ainda mais marcado na sua obra mais conhecida, Fel, livro escrito em 1898, quando a tuberculose de que sofria há muito e que provavelmente teve muita influência no seu carácter sombrio, anunciava a sua morte certa e iminente, que veio a acontecer apenas alguns dias depois da publicação. Acabou por falecer prematuramente em casa, pelas 16 horas, no Caminho do Forno do Tijolo, número 4, quarto andar, freguesia dos Anjos (Lisboa). Foi enterrado no Alto de São João.
Em 1896 publicou em Portalegre um folheto de versos que intitulou Flores. Enquanto aluno da Escola Politécnica de Lisboa, frequentou tertúlias onde desenvolveu o seu interesse pela literatura, nacional e estrangeira, sofrendo forte influência de diversos autores, como Baudelaire, António Nobre e outros jovens simbolistas de Coimbra, bem como de Antero de Quental, Guerra Junqueiro e Cesário Verde. A prostituição, a morte, a tuberculose e o desespero são os temas mais recorrentes da sua poesia, por muitos considerada a concretização mais negativista das correntes estéticas decadentistas em Portugal.
| “ | Fel é uma espécie de diário poético dos últimos dias de José Duro. O poema Doente, que encerra o livro, é uma longa confissão de amargura e desespero de um jovem que sabe já que a morte está muito próxima. | ” |
|   | — Ademar Santos. |   |

O seu nome consta da lista de colaboradores da Revista de turismo  iniciada em 1916. Em 1950, a Câmara Municipal de Lisboa homenageou o poeta dando o seu nome a uma rua na zona de Alvalade.